# Clwyd

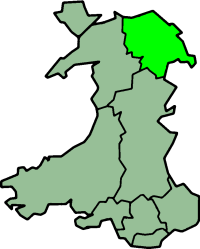
Clwyd mostrado dentro do País de Gales com suas fronteiras originais

Clwyd é um condado preservado localizado no norte do País de Gales.

## História
O norte do País de Gales tem assentamentos humanos desde os tempos pré-históricos. Na época em que os romanos chegaram à Grã-Bretanha, a área que hoje é Clwyd era ocupada pela tribo Celta Deceangli. Eles viviam em uma cadeia de fortes em colinas que atravessavam a Cordilheira Clwydiana e sua capital tribal era Canovium, em uma importante travessia do ri Conwy. Esta caiu para os romanos, que construíram seu próprio forte aqui, por volta de 75 dC; e todo o País de Gales esteve logo sob seu controle. Após a saída dos romanod da bretanhaem 410 DC, os estados sucessores de Gwynedd e Powys controlavam o que é agora Clwyd. De cerca de 800 em diante, uma série de casamentos dinásticos levou a Rhodri o Grande a herdar os reinos de Gwynedd e Powys. Após sua morte, este reino foi dividido entre seus três filhos e outras lutas se seguiram: não apenas as batalhas galesas foram travadas, mas também houve muitos ataques por dinamarqueses e saxões.

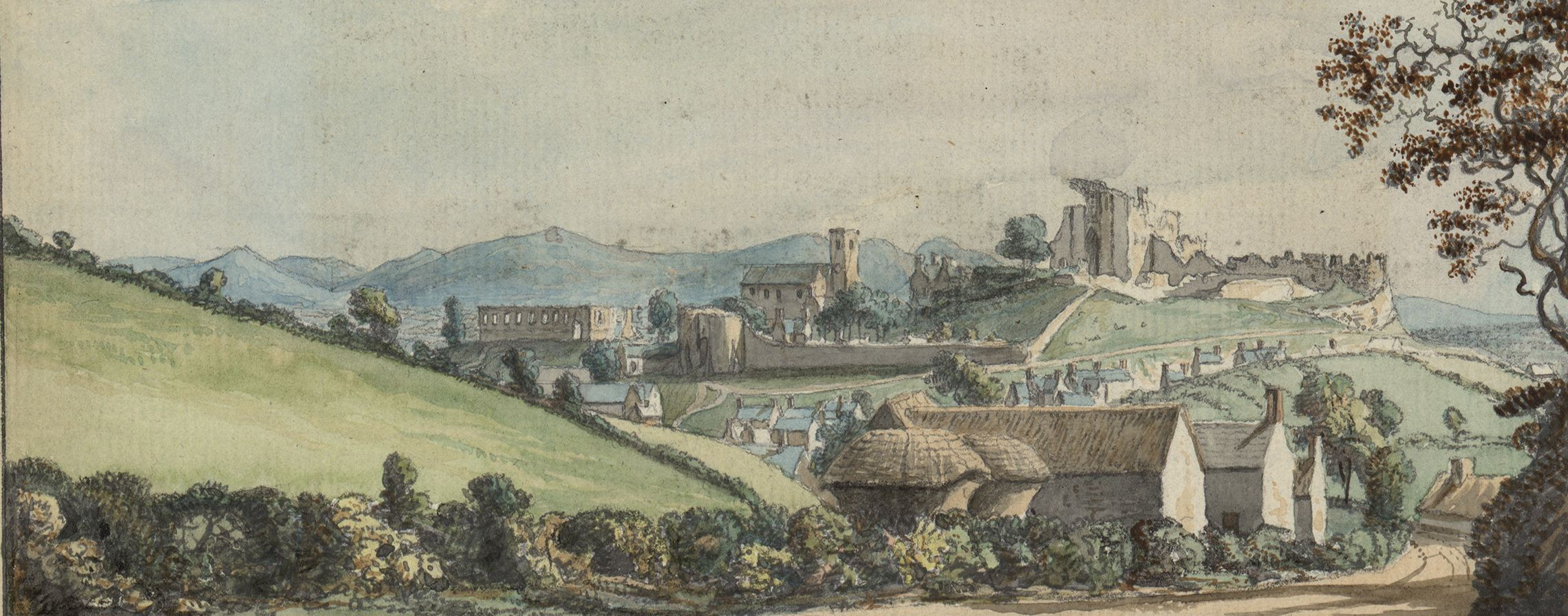
Denbigh em cerca de 1775, de "Uma turnê no País de Gales" por Thomas Pennant

A conquista normanda da Inglaterra a princípio teve pouco efeito sobre o norte de Gales. Isso mudaria à medida que a cidade de Chester no rio Dee se tornasse a base de sucessivas campanhas contra o país no século XIII. A planície costeira de Clwyd era a principal rota de invasão, e vários castelos foram construídos para ajudar nesses avanços. Os castelos em  Flint e  Rhuddlan datam deste período, e foram os primeiros a serem construídos por Eduardo I de Inglaterra em North Wales durante a sua conquista em 1282. Depois disso, o governo dos príncipes galeses chegou ao fim e o País de Gales foi anexado à Inglaterra. O país era conhecido como o Principado de Gales de 1216 a 1536. A partir de 1301, as terras da Coroa no norte e oeste do País de Gales, incluindo Clwyd, formaram parte do apanágio do herdeiro da Inglaterra, que recebeu o título "Príncipe de Gales". De acordo com as Ato de União de 1535, o País de Gales tornou-se permanentemente incorporado sob a Coroa inglesa e sujeito à lei inglesa.

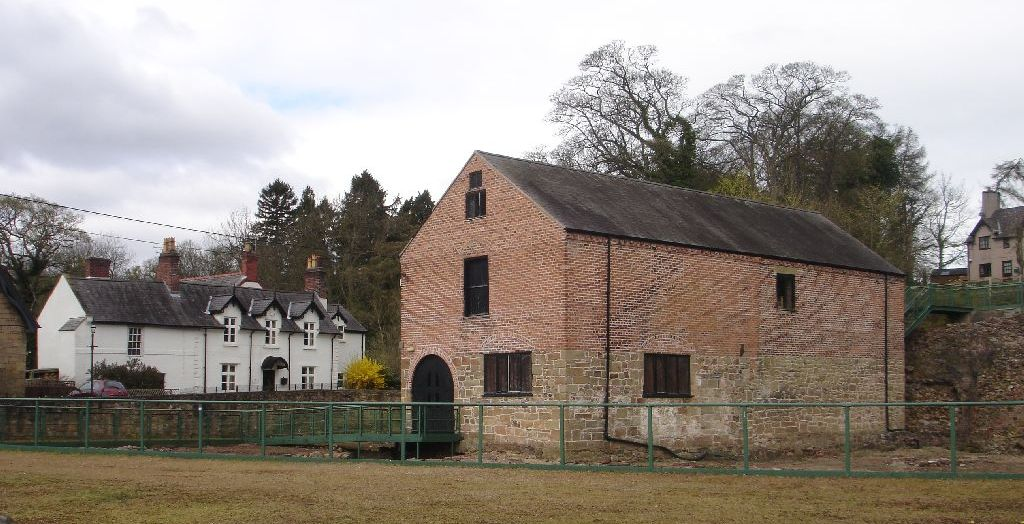
Bersham Ironworks

Embora a Revolução Industrial não tenha afetado muito as partes rurais de Clwyd, havia uma considerável atividade industrial em North Wales Coalfield no nordeste do condado, particularmente em torno de Wrexham.